# La città perduta (film 1935)
La città perduta (The Lost City) è un film di fantascienza del 1935 diretto da Harry Revier. Prodotto originariamente come serial cinematografico in 12 episodi (per una durata complessiva di 240 min.), fu adattato anche nella versione estesa come film.
Negli Stati Uniti, nel corso degli anni, il film è stato riproposto e rimaneggiato in più versioni, spesso togliendo o aggiungendo sequenze, mentre altri frammenti sono andati smarriti; la nuova versione del 1966 venne intitolata The City of Lost Men.

## Trama
Nei primi anni trenta, dopo terremoti devastanti ed improvvise, inspiegabili manifestazioni elettriche che producono violente tempeste, con migliaia di morti e gravi danni in varie zone della Terra, un gruppo di facoltosi americani si rivolge al fisico Bruce Gordon, uno dei più importanti del paese, perché identifichi le cause di tanti disastri.
Lo scienziato si mette al lavoro nel suo laboratorio e ben presto scopre la fonte delle attività elettriche: il tutto proviene da una zona dell'Africa nera.
Dopo aver ricevuto un generoso finanziamento, Gordon si mette a capo di una spedizione per andare ad esplorare il luogo fonte delle scariche elettriche.
Il viaggio, lungo e avventuroso, all'interno dell'Africa, dopo aver incontrato strane e pericolose creature, conduce la spedizione ai piedi di una montagna dove è nascosta la Città perduta. Una volta all'interno si trovano davanti il folle Zolok, che regna incontrastato all'interno di un grande laboratorio realizzato dal dottor Manyus, uno dei massimi esperti mondiali di generatori elettrici di alta potenza. Manyus è prigioniero con sua figlia, la bella Natcha, di Zolok, che lo ha obbligato, pena la vita sua e della giovane, a costruire le potenti macchine generatrici dei disastri immani, con cui il folle vuole ricattare il mondo intero.
Bruce Gordon in un drammatico finale riesce a liberare Manyus insieme a sua figlia, per portarli in salvo all'esterno della città sotterranea, appena in tempo per assistere all'esplosione di tutta la montagna, causata dallo stesso Zolok, che seppellisce per sempre i folli abitanti.
Il finale promette un matrimonio tra Gordon e la bella Natcha.

## Temi
La scelta dei soggettisti, nel progettare il film, cadde su tematiche abbastanza collaudate: una città perduta nel cuore dell'Africa nera, lo scienziato pazzo, il suo laboratorio con attrezzature non sempre di fantasia, l'esercito degli schiavi africani o zombi, il braccio destro di Zolok il culturista Apollyn, il gobbo Gorzo, il terribile Hugo capo dei guardiani, la minaccia di conquistare il mondo causando terremoti e devastanti tempeste elettriche, sino al finale con morte dei malvagi e la distruzione delle loro invenzioni maledette. E lo scienziato americano buono, Bruce Gordon, che scopre la città sepolta, la spedizione verso l'Africa nera, la scoperta dei sotterranei e il finale con la loro distruzione insieme ad i suoi infernali abitanti. Temi ripresi nel cinema sino ai giorni nostri, anche se il film conserva ancora alcuni stilemi del cinema espressionista, soprattutto scenografiche, che tenderanno a scomparire con la seconda guerra mondiale.

## Elenco degli episodi della serie
(Edizione del 6 marzo 1935)
1. I morti viventi
2. Il tunnel della morte
3. Il pugnale di roccia
4. La condanna
5. La preda della tigre
6. La bestia umana
7. L'uomo ragno
8. Il bersaglio umano
9. La vendetta della jungla
10. La fossa del leone
11. Lo scienziato folle

## Produzione
La pellicola fu girata negli studi della Mack Sennett e Republic Pictures come serial cinematografico; l'inizio delle riprese avvenne il 14 febbraio 1934.
Lo scenografo e addetto agli effetti speciali Ken Strickfaden riciclò per il film le apparecchiature già usate per Frankenstein e La moglie di Frankenstein, ideandone delle altre. Una parte di queste attrezzature fu riusata circa 40 anni dopo nel film Frankenstein Junior di Mel Brooks come appare nei titoli di testa della pellicola.

## Distribuzione
Prodotto originariamente come serial cinematografico in 12 episodi (per una durata totale di 240 min.), fu adattato anche nella versione estesa come film.
Il film giunse in Italia nel 1936, tra i doppiatori si riconoscono le voci di Gualtiero De Angelis, Andreina Pagnani ed Emilio Cigoli.
Negli Stati Uniti, nel corso degli anni, il film è stato riproposto e rimaneggiato in più versioni, spesso togliendo o aggiungendo sequenze, mentre altri frammenti sono andati smarriti; la nuova versione del 1966 venne intitolata The City of Lost Men.